# Херцеговачки корпус Војске Републике Српске
Херцеговачки корпус је некадашњи корпус Војске Републике Српске. Основан је у мају 1992. године. Командант корпуса од почетка до краја рата је био генерал-мајор Радован Грубач.
Током ратова у Хрватској и Босни и Херцеговини покривао је фронт од тромеђе бивших југословенских република са Црном Гором и Хрватском изнад Превлаке преко Попова поља, Стоца, Мостара, Борачког језера, Трескавице, па до Горажда, преко 300 km фронта. Корпус је бројао 21.000 војника; током 1995. године корпус је имао 13.000 војника. Током рата укупно је погинуло око 2.000 бораца, а тачан број рањених бораца није познат.
Након оснивања заједничких ОСБиХ, други пјешадијски батаљон трећег пука ОСБиХ баштини традицију Херцеговачког корпуса ВРС.

## Настанак

### 1991.
- октобар

Почетак мобилизације становништва Херцеговине у редове ЈНА на Дубровачко подручје.
- новембар

Почетак мобилизације становништва Херцеговине у редове ЈНА на Мостарско подручје.

## Организација
Команда корпуса је била у Билећи, a краћи период у Ластви (источно од Требиња), а корпус су на крају рата сачињавали:
| Ознака | Јединица                                   | Седиште         | Настанак |
| ------ | ------------------------------------------ | --------------- | -------- |
|        | 1. херцеговачка моторизована бригада       | Требиње         | 1992.    |
|        | 1. гардијска моторизована бригада ГШ ВРС   | Калиновик       | 1993.    |
|        | 11. херцеговачка пешадијска бригада        | Фоча            | 1994.    |
|        | 2. херцеговачка лака пешадијска бригада    | Борци           | 1992.    |
|        | 3. херцеговачка лака пешадијска бригада    | Калиновик       | 1992.    |
|        | 14. херцеговачка лака пешадијска бригада   | Чајниче - Рудо  | 1994.    |
|        | 15. херцеговачка пешадијска бригада        | Билећа          | 1992.    |
|        | 18. херцеговачка лака пешадијска бригада   | Гацко           | 1992.    |
|        | 8. херцеговачка моторизована бригада       | Невесиње        | 1992.    |
|        | 7. батаљон војне полиције                  | Билећа, Ластва  | 1992.    |
|        | 7. батаљон везе                            | Билећа, Ластва  | 1992.    |
|        | 7. извиђачко-диверзантски одред            | Билећа          | 1992.    |
|        | 7. мешовити артиљеријски пук               | Билећа          | 1992.    |
|        | 7. лаки артиљеријски пук ПВО               | Ластва          | 1992.    |
|        | 7. инжињеријски пук                        | Билећа, Ластва  | 1992.    |
|        | 7. мешовити противоклопни артиљеријски пук | Требиње         | 1992.    |
|        | 7. санитетска батаљон                      | Билећа, Требиње | 1992.    |
|        | 7. аутотранспортна батаљон                 | Ластва          | 1992.    |
|        | Команда стана                              | Билећа          | 1992.    |
|        | 30. позадинска база                        | Билећа          | 1992.    |
|        | Регрутни наставни центар (РНЦ)             | Билећа          | 1992.    |
|        | Војни суд и војно тужилаштво               | Билећа          | 1992.    |
|        | Ваздухопловство                            | Билећа, Ластва  | 1992.    |

На почетку рата у општини Фоча деловале су 1. фочанска бригада, 2. фочанска бригада, Тактичка група ”Фоча” (касније Тактичка група ”Дрина”) и 89. мешовити артиљеријски дивизион. У августу 1994. јединице су обједињене у новонасталој бригади Херцеговачког корпуса, 11. херцеговачкој пешадијској бригади. У јулу 1994. корпусу је придружена 14. херцеговачка лака пешадијска бригада, која је настала спајањем 3. и 4. подрињске бригаде Дринског корпуса из општина Рудо и Чајниче. Такође, у саставу корпуса се од 1994. налази и 1. гардијска моторизована бригада.

## Функционисање Херцеговачког корпуса
Корпус на челу са генералом Грубачем је за два до три прва ратна мјесеца нарастао са 4.500 на скоро 24.000 бораца и старјешина. Корпус је у току рата успјешно одбранио територију и заштитио народ Српске Херцеговине на југу Републике Српске, како од агресије регуларних снага Хрватске војске (ХВ) тако и од хрватских и муслиманских снага унутар граница предратне територије Босне и Херцеговине. На крају рата, крајем 1995. године корпус је бројао око 13.000 војника. Команда ХК била је смјештена у Билећи, а истурено командно мјесто у Ластви код Требиња. Током рата укупно је погинуло око 2.000 бораца, од чега 1.941 непосредно у борби, а број рањених био је 5.836, док се као нестали воде 86 бораца.

## Рат у Херцеговини

### 1992.
- јануар

Резервисти из Источне Херцеговине заузимају положаје код Стона (Мали Стон-Доли-Ошље-Височани-Смоковљани).
- мај

17.5. Повлачење ЈНА са Дубровачког подручја до Цавтата.
Остатак резервиста из Херцеговине повлачи се унутар граница РБиХ, остављајући велике непокривене просторе.
28.5. због пада коте Лисац код Равног, јединице 2. батаљона Требињске бригаде напуштају положаје изнад Сланог и повлаче се према Поповом Пољу. Нова линија се протезала од врхова Зечје главе, Оштрог врха те даље према Завали, селу Чешљари и коти Острог изнад Завале.
30.5. Хрватска војска улази у Равно.
30.5. Хрватска војска улази у Кијев До и наставља даље према Бобанима.
Формирање Херцеговачког корпуса.
- јун

Пад долине Неретве
6.6. Хрватска војска окупирала и спалила Пребиловце и Клепце.
7.6. Хрватска војска, 1. гардијска бригада ХВ (Тигрови) и 4. гардијска бригада (Пауци) заузимају Завалу.
Офанзива ВРС у Подвележју
9.6. Билећки ТО по наредби из Мараве Љуте пребацују на Столачко ратиште, остају напуштени положаји на котама Зечја глава, Оштри врх.
11.6. Хрватска војска заузима Зечју главу.
11.6. Хрватска војска заузима село Домановићи на Столачком ратишту.
12.6. Хрватска војска заузима Оштри Врх.
13.6. Хрватска војска заузела Столац.
15.6. цивили Бошњаци из села Подвележје нападају на команду Мостарске бригаде и артиљеријске положаје на Мерџан глави и Светој гори. Приликом напада гине командант бригаде пук. Пушара. ВРС из рејона Чобановог поља креће у акцију заузимања Подвележја.
21.6. Хрватска војска заузела цјели Мостар.
- јул

4.7. Почела операција ХВ под називом Тигар. Ова акција је трајала све до 13.07.
5.7. Хрватска војска заузима погранично село Иваницу 6 km од Дубровника, Велики проблеми са мобилизацијом у Требињу, иако је град скоро непосредно угрожен.
09.7. 2 мтб. Невесињске бригаде заузима комплетан плато Подвележја и избија на положаје на Светој гори и Мерџан глави. Битка у Подвележју је вођена од 15.6. до 9.7. и представља (по људским губицима) највећи пораз ХВО-а у Херцеговини.
12.7. и 13.7. специјалне јединице ХВ (Црне Мамбе) из састава 2. гардијске бригаде (Громови) заједно са 4. гардијском бригадом (Пауци) нападају доминантне врхове на коти Влаштица. Војска РС успјешно одбила сваки напад.
13.7. ХВ заузима Чуло брдо у близини села Хум.
Покушај заузимања Стоца од стране ВРС.
- август

26.8. почела операција ХВ Барбара. Нападнути положаји војске Републике Српске, Зелениковац, Келино осоје, Стрмичка брда. Све нападе успјешно одбила војска Републике Српске.
- септембар

7.9. Нападнути положаји војске Републике Српске у рејону Стрмичких брда, Келино осоје. Сви напади ХВ успјешно одбијени уз велике губитке Хрватске пјешадије.
15.9. Последњи покушај ХВ да се разбију јединице 2. батаљона на правцу Пољице - Седлари. У рејону Житног дола изнад села Седлари откривена већа група ХВ гдје је разбијена и уништена. Послије пуних мјесец дана ХВ одустаје од напада у правцу Пољица и прелази у одбрану на достигнутим линијама.
24.9. Потписан споразум о повлачењу Југословенске војске из Цавтата. Споразум су потписали генерал ВЈ Павле Стругар, генерал ХВ Јанко Бобетко и испред Европске мисије генерал Дејвид Кранстон.
30.9. Потписан договор у Женеви, Ћосић - Туђман о повлачењу ВЈ из Цавтата.
- октобар

Муслиманске снаге потиснуте са Тјентишта и околине, комуникација Гацко - Фоча под контролом ВРС.
20.10. ЈНА се повлачи из Цавтата.
22.10. Почела операција ХВ под називом Влаштица. 1. гардијска бригада ХВ под називом Тигрови напада положаје Требињске бригаде из правца Цавтата према селу Главска. 163. бригада из Дубровника помогнута са тенковима из 2. гардијске бригаде (Громови) напада положаје војске РС из правца Дубровачке Жупе и Ивањице према положајима Малаштица, Попрж до, Дријен, Илијина глава. 4. гардијска бригада (Пауци) заједно са 3. бојном из Имотског напада од правца Ивањице, коте Вукоша и села Ораха положаје војске РС у правцу коте Влаштица и села Бобовишта. Све правце напада брани 3. батаљон Требињске бригаде.
23.10. Хрватска војска заузима село Главска, заузима коту Малаштица и напредује према селу Рупни до.
23.10. Хрватска војска покушала пробој оклопним транспортерима и тенковима од правца Ивањице магистралним путем према Попрж долу и Дријену (рејон Влаштица). Све нападе успјешно одбила Војска РС.
24.10. Хрватска војска заузима село Рупни до. Разбијен бок Војске РС се повлачи у правцу Бувавца, мале али врло битне коте у рејону Влаштица.
24.10. На Влаштици војска РС успјешно одбија сваки напад Хрватске пјешадије. Хрватска војска трећи дан заредом трпи велике губитке у пјешадији.
24.10. Гатачка бригада заузима положаје према Ивановом Крсту код села Пољице и ту остаје до комплетирања 5. батаљона Требињске бригаде.
24.10. у 23.00 часова по наредби главног штаба ХВ прекидају се сви напади у рејону брда Влаштица.
25.10. у 05.00 часова по наредби команде војске РС напуштају се положаји на Влаштици. Истог дана у поподневним сатима последње групе напуштају положаје на Дријену и Бувавцу.
26.10. Хрватска војска заузима Влаштицу.
Долазак Гатачке бригаде до Тјентишта гдје се сусреће са фочанском бригадом, стабилизује и Требињско ратиште.
- новембар

Операција Бура (Митровданска офанзива 1992), напад ХВ, ХВО и Армије РБиХ на положаје Невесињске и Билећке бригаде.
Напад успјешно одбијен послије пет дана жестоких борби. Једна је од највећих битака и побједа Херцеговачког корпуса. Однос снага је био осам према један, артиљеријска припрема је била жестока, трајала је пуних шест сати. Међутим, управо то што је био Митровдан и што су редови невесињске бригаде били проријеђени се показало као срећна околност јер су избјегнути велики губици у том првом удару. Погинула су 42 борца невесињске бригаде и преко 300 је рањено. Непријатељ је, према њиховим информацијама, имао 580 погинулих и преко 1.300 рањених.
- децембар

2.12. Напад ХВО из Стоца ка селима општине Српски Столац (Берковићи). Војска РС успјешно одбила овај напад.

### 1993.
- март

7.3. Хрватска војска напада положаје Требињске бригаде код села Сливнице (Требињска површ) и заузима коте Градину и Тимор а уједно излази на коту 497 изнад села Баонине. То је била последња акција ХВ на Требињском ратишту.
- јул

Операција Лукавац, Херцеговачки и Сарајевско-романијски корпус ВРС заузимају Рогој, Трново, Игман и Бјелашницу.
Снаге Херцеговачког корпуса заузимају село Главатичево, општина Коњиц.

### 1994.
- јануар

Ангажовање снага Херцеговачког корпуса код Олова и на Нишићкој висоравни.
- април

Операција Звезда, Херцеговачки и Сарајевско-романијски корпус ВРС улазе у предграђа Горажда и заузимају комплетну десну обалу Дрине. Под притиском међународне заједнице и ваздушних удара НАТО пакта, српске снаге одустају од уласка у град. ПВО Херцеговачког корпуса обара британски авион Харијер. Пилот пао на муслиманску територију.
- септембар

Снаге Армије РБиХ заузимају села Бијела и Младешковиће у Српској општини Коњиц.
- новембар

Операција Јесен ’94 (Друга митровданска офанзива), напад снага Армије РБиХ на положаје ВРС у Подвележју и планини Вележ.
Армија РБиХ убацује преко 1.000 диверзаната у српску позадину, долази до борби диверзаната и војника ВРС у позадини (артиљерија, команда, кувари). Диверзанти на неким мјестима заузимају артиљеријске положаје ВРС. Међутим, Армија РБиХ не успјева пробити прве линије, тако да диверзанти остају окружени, и доласком појачања ВРС потпуно уништени у наредна два дана. Резултат: 220 погинулих диверзаната Армије РБиХ, 22 погинулих припадника ВРС, линије ВРС непомакнуте.

### 1995.
- јун

Неуспио покушај деблокаде Сарајева од стране Армије РБиХ на положаје Сарајевско-романијског корпуса и дијелом Херцеговачког на планини Трескавици.
- август

12.8. Борбе ВРС и ХВ на Требињско-Дубровачком ратишту. Ограничен напад ВРС на положаје ХВ у Бобанима и рејоне Главске, без значајног успјеха.
30.8. Престају борбе на Требињско-Дубровачком ратишту. Војска РС имала 16 погинулих и близу 50 рањених бораца. Један цивил страдао у селу Граб.
- септембар

Хрватским снагама стижу појачања на Требињском ратишту.
Ваздушни удари НАТО пакта на положаје ВРС
Офанзива Армије РБиХ на Трескавици.

## Послератни период
Дејтонским споразумом смањена је територија коју је контролисао Херцеговачки корпус. У Попову пољу код Манастира Завала, поље је цијелом ширином припало Федерацији БиХ, а током рата је то била територија која је била између линија ВРС и ХВ, и тако је пут Требиње — Љубиње прекинут међуентитетском линијом у дужини од 600 m. Код Стоца су мањи дијелови планине Хргуд припали Федерацији, а током рата цио Хргуд је био под контролом ВРС.
Изнад Мостара цијело Подвележје и западне падине планине Вележ и сам Релеј на врху Вележа (Брашина), те дијелови села Рабина, Жуље, у Невесињској општини, дијелови планине Рујишта изнад сјеверних предграђа Мостара, сво ово подручје припало је Федерацији БиХ.
Цијела ратна Српска општина Коњиц (подручја око Борачког језера) је припала Федерацији. У Фочанској општини: Устиколина и даље магистралом до моста на Осаници. Са ових подручја ВРС се повукла до 6. фебруара 1996.